# Gynoplistia (Gynoplistia) postica
Gynoplistia (Gynoplistia) postica is een tweevleugelige uit de familie steltmuggen (Limoniidae). De soort komt voor in het Neotropisch gebied.